# Solariella sanjuanensis
Solariella sanjuanensis là một loài ốc biển, một động vật thân mềm chân bụng sống ở biển thuộc họ Solariellidae.

## Miêu tả
Kích thước của vỏ dao động trong khoảng 3,8 mm đến 6,5 mm.

## Phân bố

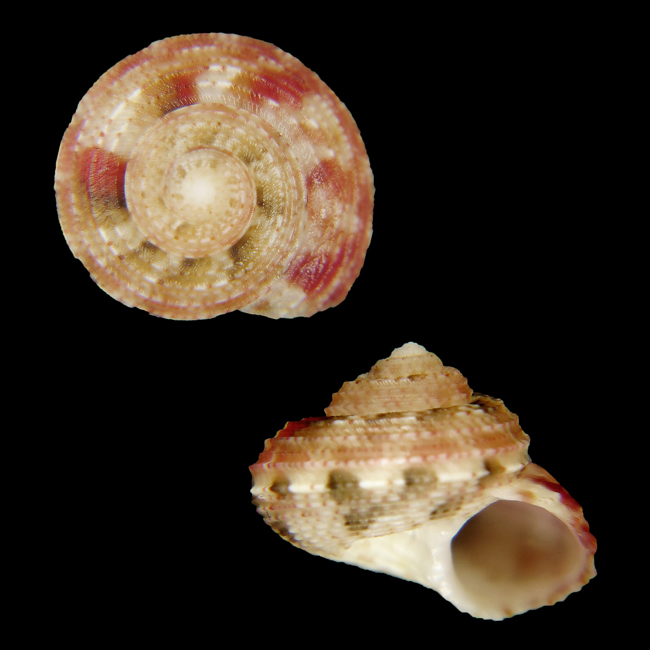
Vỏ sò Solariella sanjuanensis

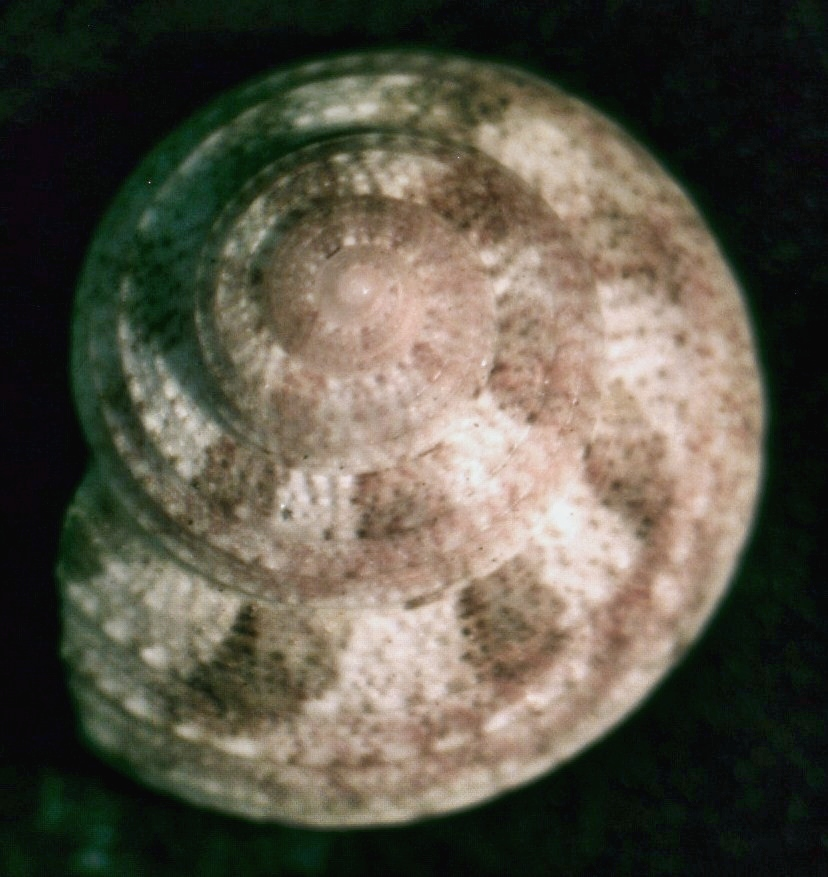
Solariella sanjuanensis, góc nhìn đỉnh